# Synaphea lesueurensis
Synaphea lesueurensis är en tvåhjärtbladig växtart som beskrevs av Alexander Segger George. Synaphea lesueurensis ingår i släktet Synaphea och familjen Proteaceae. Inga underarter finns listade i Catalogue of Life.